# 米尔地区松贝格
米尔地区松贝格是奥地利上奥地利州乌尔法尔城郊县的一个市镇。总面积13平方公里，总人口808人，人口密度62.2人/平方公里（2005年）。